# Torneo Clausura 2019 (Uruguay)
El Torneo Clausura 2019 constituyó el tercer certamen del 116.º Campeonato de Primera División del fútbol uruguayo organizado por la AUF. El torneo fue nombrado Sr. Franz Oppenheimer, exvicepresidente de Defensor Sporting.

## Participantes

### Información de equipos
Un total de 16 equipos disputaron el campeonato, incluyendo 13 equipos de la Primera División de Uruguay 2018 y tres ascendidos desde la Segunda División de Uruguay 2018.
Todos los datos estadísticos corresponden únicamente a los Campeonatos Uruguayos organizados por la Asociación Uruguaya de Fútbol, no se incluyen los torneos de la FUF de 1923, 1924 ni el Torneo del Consejo Provisorio 1926 en las temporadas contadas. Las fechas de fundación de los equipos son las declaradas por los propios clubes implicados. A su vez, la columna "estadio" refleja el estadio dónde el equipo más veces oficia de local en sus partidos, pero no indica que el equipo en cuestión sea propietario del mismo.
| Equipo               | Ciudad                 | Estadio                      | Capacidad | Fundación                | Temporadas | Temp. Consecutivas | Títulos | Subtítulos | 2018 |
| -------------------- | ---------------------- | ---------------------------- | --------- | ------------------------ | ---------- | ------------------ | ------- | ---------- | ---- |
| Peñarol              | Montevideo             | Campeón del Siglo            | 40 005    | 28 de septiembre de 1891 | 113        | 90                 | 50      | 40         | 1°   |
| Nacional             | Montevideo             | Gran Parque Central          | 34 000    | 14 de mayo de 1899       | 114        | 114                | 46      | 44         | 2°   |
| Danubio              | Montevideo             | María Mincheff de Lazaroff   | 18 000    | 1 de marzo de 1932       | 69         | 49                 | 4       | 3          | 3°   |
| Defensor Sporting    | Montevideo             | Luis Franzini                | 16 000    | 15 de marzo de 1913      | 92         | 54                 | 4       | 8          | 4°   |
| Cerro                | Montevideo             | Luis Tróccoli                | 25 000    | 1 de diciembre de 1922   | 73         | 12                 | —       | 1          | 5°   |
| Montevideo Wanderers | Montevideo             | Parque Alfredo Víctor Viera  | 15 000    | 15 de agosto de 1902     | 102        | 19                 | 3       | 8          | 6°   |
| River Plate          | Montevideo             | Parque Federico Omar Saroldi | 5.165     | 11 de mayo de 1932       | 70         | 15                 | —       | 1          | 7°   |
| Liverpool            | Montevideo             | Belvedere                    | 8 384     | 15 de febrero de 1915    | 77         | 4                  | —       | —          | 8°   |
| Progreso             | Montevideo             | Abraham Paladino             | 5 400     | 30 de abril de 1917      | 22         | 2                  | 1       | —          | 9°   |
| Racing               | Montevideo             | Parque Osvaldo Roberto       | 8 500     | 6 de abril de 1919       | 52         | 11                 | —       | —          | 10°  |
| Fénix                | Montevideo             | Parque Capurro               | 5 500     | 7 de julio de 1916       | 37         | 10                 | —       | —          | 11°  |
| Boston River         | Florida                | Campeones Olímpicos          | 7 000     | 20 de febrero de 1939    | 3          | 3                  | —       | —          | 12°  |
| Rampla Juniors       | Montevideo             | Olímpico                     | 6 000     | 7 de enero de 1914       | 70         | 3                  | 1       | 5          | 13°  |
| Juventud             | Las Piedras            | Parque Artigas               | 12 000    | 24 de diciembre de 1935  | 12         | 1                  | —       | —          |      |
| Cerro Largo          | Melo                   | Ubilla                       | 10.000    | 19 de noviembre de 2002  | 5          | 1                  | —       | —          |      |
| Plaza Colonia        | Colonia del Sacramento | Suppici                      | 15 000    | 22 de abril de 1917      | 9          | 1                  | —       | —          |      |

## Clasificación

### Tabla de posiciones
|                                               | Pos. | Equipos              | PJ | PG | PE | PP | GF | GC | Dif. | Puntos |
| --------------------------------------------- | ---- | -------------------- | -- | -- | -- | -- | -- | -- | ---- | ------ |
|                                               | 1.°  | Nacional (D)         | 15 | 11 | 1  | 3  | 27 | 10 | +17  | 34     |
|                                               | 2.°  | Peñarol (D)          | 15 | 10 | 4  | 1  | 21 | 10 | +11  | 34     |
|                                               | 3.°  | Progreso             | 15 | 9  | 4  | 2  | 22 | 14 | +8   | 33     |
|                                               | 4.°  | Plaza Colonia        | 15 | 9  | 2  | 4  | 16 | 9  | +7   | 29     |
|                                               | 5.°  | Cerro Largo          | 15 | 8  | 2  | 5  | 22 | 17 | +5   | 26     |
|                                               | 6.°  | River Plate          | 15 | 6  | 4  | 5  | 20 | 19 | +1   | 22     |
|                                               | 7.°  | Liverpool            | 15 | 5  | 6  | 4  | 14 | 13 | +1   | 21     |
|                                               | 8.°  | Boston River         | 15 | 6  | 3  | 6  | 18 | 19 | -1   | 21     |
|                                               | 9.°  | Defensor Sporting    | 15 | 6  | 2  | 7  | 25 | 22 | +3   | 20     |
|                                               | 10.° | Montevideo Wanderers | 15 | 5  | 4  | 6  | 19 | 18 | +1   | 19     |
|                                               | 11.° | Racing               | 15 | 4  | 3  | 8  | 20 | 26 | -6   | 15     |
|                                               | 12.° | Cerro                | 15 | 4  | 3  | 8  | 14 | 22 | -8   | 14     |
|                                               | 13.° | Danubio              | 15 | 3  | 4  | 8  | 14 | 21 | -7   | 13     |
|                                               | 14.° | Fénix                | 15 | 2  | 5  | 8  | 17 | 27 | -10  | 11     |
|                                               | 15.° | Juventud             | 15 | 2  | 5  | 8  | 13 | 23 | -10  | 11     |
|                                               | 16.° | Rampla Juniors       | 15 | 2  | 4  | 9  | 16 | 28 | -12  | 10     |
| Última actualización: 11 de diciembre de 2019 |      |                      |    |    |    |    |    |    |      |        |

|  | Clasificado a un desempate para determinar el campeón del Torneo Clausura. El campeón clasifica a la semifinal del Campeonato Uruguayo. |

#### Desempate
Se jugó un partido de desempate para decidir quién resultaría ganador del Torneo Clausura, dado que los dos primeros equipos ubicados en la tabla del torneo igualaron en cantidad de puntos obtenidos.
| 11 de diciembre de 2019, 20:30 | Peñarol | 0:2 (0:0) | Nacional (C)            | Estadio Centenario, Montevideo |                            |
|                                |         |           | Castro 62' · Corujo 66' | Árbitro(s): Andrés Matonte     | Árbitro(s): Andrés Matonte |

### Evolución de la clasificación
| Jornada / Equipo     | 1  | 2  | 3  | 4  | 5  | 6  | 7  | 8  | 9  | 10 | 11 | 12 | 13 | 14 | 15 |
| Jornada / Equipo     |    |    |    |    |    |    |    |    |    |    |    |    |    |    |    |
| -------------------- | -- | -- | -- | -- | -- | -- | -- | -- | -- | -- | -- | -- | -- | -- | -- |
| Peñarol              | 5  | 2  | 4  | 5  | 5  | 5  | 4  | 3  | 3  | 3  | 2  | 2  | 1  | 2  | 2  |
| Nacional             | 1  | 1  | 1  | 1  | 1  | 1  | 1  | 1  | 1  | 1  | 1  | 1  | 3  | 1  | 1  |
| Defensor Sporting    | 13 | 7  | 5  | 4  | 4  | 6  | 5  | 4  | 4  | 5  | 5  | 7  | 6  | 7  | 9  |
| Montevideo Wanderers | 15 | 16 | 14 | 15 | 15 | 14 | 12 | 10 | 11 | 9  | 9  | 8  | 7  | 8  | 10 |
| Cerro                | 4  | 6  | 7  | 11 | 13 | 9  | 10 | 9  | 10 | 11 | 12 | 12 | 13 | 15 | 12 |
| Boston River         | 12 | 10 | 6  | 8  | 7  | 7  | 9  | 11 | 8  | 7  | 7  | 10 | 9  | 10 | 8  |
| Rampla Juniors       | 10 | 14 | 13 | 16 | 16 | 16 | 16 | 16 | 16 | 16 | 16 | 16 | 16 | 16 | 16 |
| Danubio              | 11 | 15 | 10 | 10 | 12 | 12 | 13 | 14 | 13 | 12 | 13 | 13 | 14 | 11 | 13 |
| River Plate          | 2  | 4  | 8  | 7  | 8  | 10 | 7  | 7  | 7  | 10 | 10 | 9  | 10 | 9  | 6  |
| Racing               | 14 | 13 | 16 | 9  | 11 | 11 | 14 | 12 | 12 | 13 | 11 | 11 | 11 | 12 | 11 |
| Fénix                | 7  | 9  | 9  | 13 | 14 | 15 | 15 | 15 | 15 | 15 | 15 | 15 | 15 | 14 | 14 |
| Liverpool            | 16 | 12 | 15 | 12 | 10 | 8  | 8  | 8  | 9  | 8  | 8  | 6  | 8  | 6  | 7  |
| Progreso             | 9  | 5  | 3  | 3  | 2  | 2  | 2  | 2  | 2  | 2  | 3  | 3  | 2  | 3  | 3  |
| Cerro Largo          | 3  | 8  | 11 | 6  | 6  | 4  | 6  | 6  | 5  | 6  | 6  | 5  | 5  | 5  | 5  |
| Juventud             | 8  | 11 | 12 | 14 | 9  | 13 | 11 | 13 | 14 | 14 | 14 | 14 | 12 | 13 | 15 |
| Plaza Colonia        | 6  | 3  | 2  | 2  | 3  | 3  | 3  | 5  | 6  | 4  | 4  | 4  | 4  | 4  | 4  |

### Fixture[16]
| Cerro         | 1:0 | Racing            | Parque Alfredo Víctor Viera | 14 de setiembre | 16:00 | Fernando Falce     |
| River Plate   | 3:1 | Wanderers         | Parque Saroldi              | 14 de setiembre | 16:00 | Christian Ferreyra |
| Fénix         | 2:2 | Juventud          | Parque Capurro              | 14 de setiembre | 16:00 | Daniel Fedorczuk   |
| Peñarol       | 1:0 | Defensor Sporting | Campeón del Siglo           | 14 de setiembre | 19:00 | Nicolás Tarán      |
| Danubio       | 1:2 | Cerro Largo       | Jardines del Hipódromo      | 15 de setiembre | 16:00 | Carlos Barreiro    |
| Progreso      | 2:2 | Rampla Juniors    | Luis Tróccoli               | 15 de setiembre | 16:00 | Jonathan Fuentes   |
| Plaza Colonia | 1:0 | Boston River      | Prof. Alberto Suppici       | 15 de setiembre | 16:00 | Horacio Ferreiro   |
| Nacional      | 4:1 | Liverpool         | Gran Parque Central         | 15 de setiembre | 19:00 | Leodán González    |

| Juventud       | 1:2 | Progreso          | Juventud Parque Artigas     | 18 de setiembre | 16:00 | Yimmy Álvarez      |
| Racing         | 1:1 | River Plate       | Parque Roberto              | 18 de setiembre | 16:00 | Andrés Cunha       |
| Cerro Largo    | 1:4 | Defensor Sporting | Antonio Ubilla              | 18 de setiembre | 19:00 | Pablo Giménez      |
| Rampla Juniors | 1:2 | Peñarol           | Centenario                  | 18 de setiembre | 20:00 | Christian Ferreyra |
| Danubio        | 0:1 | Plaza Colonia     | Jardines del Hipódromo      | 19 de setiembre | 16:00 | Antonio Garcia     |
| Liverpool      | 1:1 | Fénix             | Belvedere                   | 19 de setiembre | 16:00 | Diego Dunajec      |
| Boston River   | 2:2 | Cerro             | Campeones Olímpicos         | 19 de setiembre | 16:00 | Federico Lovesio   |
| Wanderers      | 0:1 | Nacional          | Parque Alfredo Víctor Viera | 19 de setiembre | 19:30 | Esteban Ostojich   |

| Defensor Sporting | 1:0 | Rampla Juniors | Luis Franzini               | 21 de setiembre | 16:00 | Daniel Fedorczuk   |
| Juventud          | 1:1 | Peñarol        | Juventud Parque Artigas     | 21 de setiembre | 16:00 | Claudia Umpiérrez  |
| Fénix             | 3:3 | Wanderers      | Parque Capurro              | 22 de setiembre | 16:00 | Diego Riveiro      |
| Progreso          | 2:1 | Liverpool      | Abraham Paladino            | 22 de setiembre | 16:00 | Andrés Cunha       |
| Cerro             | 0:1 | Danubio        | Parque Alfredo Víctor Viera | 22 de setiembre | 16:00 | Christian Ferreyra |
| Plaza Colonia     | 1:0 | Cerro Largo    | Parque Prandi               | 22 de setiembre | 16:00 | Leodán González    |
| River Plate       | 1:4 | Boston River   | Parque Saroldi              | 22 de setiembre | 16:00 | Esteban Ostojich   |
| Nacional          | 3:0 | Racing         | Gran Parque Central         | 22 de setiembre | 19:00 | Andrés Matonte     |

| Cerro Largo   | 5:1 | Rampla Juniors    | Antonio Ubilla              | 5 de octubre | 16:00 | Andrés Matonte     |
| Racing        | 4:1 | Fénix             | Parque Roberto              | 5 de octubre | 16:00 | Leodán González    |
| Danubio       | 1:1 | River Plate       | Jardines del Hipódromo      | 5 de octubre | 16:00 | Pablo Giménez      |
| Boston River  | 0:2 | Nacional          | Campeones Olímpicos         | 5 de octubre | 16:00 | Daniel Rodríguez   |
| Wanderers     | 0:1 | Progreso          | Parque Alfredo Víctor Viera | 5 de octubre | 18:30 | Gustavo Tejera     |
| Juventud      | 1:3 | Defensor Sporting | Juventud Parque Artigas     | 6 de octubre | 16:00 | Christian Ferreyra |
| Liverpool     | 1:0 | Peñarol           | Belvedere                   | 6 de octubre | 16:00 | Daniel Fedorczuk   |
| Plaza Colonia | 1:0 | Cerro             | Parque Prandi               | 6 de octubre | 16:00 | Jonathan Fuentes   |

| Progreso          | 2:1 | Racing        | Abraham Paladino    | 9 de octubre  | 16:00 | Esteban Ostojich  |
| River Plate       | 0:0 | Plaza Colonia | Parque Saroldi      | 9 de octubre  | 16:00 | Andrés Matonte    |
| Fénix             | 1:2 | Boston River  | Parque Capurro      | 9 de octubre  | 16:00 | Antonio Garcia    |
| Nacional          | 1:0 | Danubio       | Gran Parque Central | 9 de octubre  | 20:00 | Gustavo Tejera    |
| Cerro             | 0:2 | Cerro Largo   | Parque Capurro      | 10 de octubre | 16:00 | Daniel Fedorczuk  |
| Rampla Juniors    | 1:3 | Juventud      | Olímpico            | 10 de octubre | 16:00 | Andrés Cunha      |
| Defensor Sporting | 0:0 | Liverpool     | Luis Franzini       | 10 de octubre | 20:00 | Claudia Umpiérrez |
| Peñarol           | 1:0 | Wanderers     | Campeón del Siglo   | 10 de octubre | 20:00 | Leodán González   |

| Cerro Largo   | 2:0 | Juventud          | Antonio Ubilla              | 16 de octubre | 16:00 | Esteban Ostojich   |
| Cerro         | 3:2 | River Plate       | Parque Capurro              | 16 de octubre | 16:00 | Federico Modernell |
| Boston River  | 1:1 | Progreso          | Campeones Olímpicos         | 16 de octubre | 16:00 | Federico Arman     |
| Danubio       | 1:1 | Fénix             | Jardines del Hipódromo      | 16 de octubre | 16:00 | Daniel Rodríguez   |
| Plaza Colonia | 0:2 | Nacional          | Suppici                     | 16 de octubre | 20:00 | Andrés Cunha       |
| Liverpool     | 1:0 | Rampla Juniors    | Belvedere                   | 17 de octubre | 16:00 | Gustavo Tejera     |
| Wanderers     | 2:0 | Defensor Sporting | Parque Alfredo Víctor Viera | 17 de octubre | 16:00 | José Javier Burgos |
| Racing        | 3:3 | Peñarol           | Juventud Parque Artigas     | 17 de octubre | 16:00 | Christian Ferreyra |

| Progreso          | 2:1 | Danubio       | Abraham Paladino        | 19 de octubre | 16:00 | Leodán González    |
| Fénix             | 0:2 | Plaza Colonia | Estadio Parque Capurro  | 19 de octubre | 16:00 | Daniel Fedorczuk   |
| Nacional          | 2:0 | Cerro         | Gran Parque Central     | 19 de octubre | 19:00 | Pablo Giménez      |
| River Plate       | 3:2 | Cerro Largo   | Parque Saroldi          | 20 de octubre | 16:00 | Christian Ferreyra |
| Rampla Juniors    | 1:1 | Wanderers     | Olímpico                | 20 de octubre | 16:00 | Esteban Ostojich   |
| Defensor Sporting | 4:0 | Racing        | Luis Franzini           | 20 de octubre | 16:00 | Andrés Cunha       |
| Juventud          | 0:0 | Liverpool     | Juventud Parque Artigas | 20 de octubre | 16:00 | Andrés Matonte     |
| Peñarol           | 1:0 | Boston River  | Campeón del Siglo       | 20 de octubre | 18:00 | Jonathan Fuentes   |

| River Plate   | 3:1 | Nacional          | Parque Saroldi              | 24 de octubre | 16:00 | Esteban Ostojich   |
| Cerro         | 1:0 | Fénix             | Estadio Luis Tróccoli       | 24 de octubre | 16:00 | Gustavo Tejera     |
| Plaza Colonia | 0:1 | Progreso          | Parque Prandi               | 24 de octubre | 16:00 | Oscar Rojas        |
| Boston River  | 1:4 | Defensor Sporting | Campeones Olímpicos         | 25 de octubre | 16:00 | Christian Ferreyra |
| Danubio       | 0:2 | Peñarol           | Jardines del Hipódromo      | 25 de octubre | 16:00 | Andrés Matonte     |
| Racing        | 3:1 | Rampla Juniors    | Parque Roberto              | 25 de octubre | 16:00 | Daniel Fedorczuk   |
| Wanderers     | 3:0 | Juventud          | Parque Alfredo Víctor Viera | 25 de octubre | 19:00 | Diego Dunajec      |
| Cerro Largo   | 1:1 | Liverpool         | Antonio Ubilla              | 25 de octubre | 19:30 | Diego Riveiro      |

| Juventud          | 0:0 | Racing        | Juventud Parque Artigas | 2 de noviembre | 16:00 | Daniel Rodríguez |
| Rampla Juniors    | 0:1 | Boston River  | Olímpico                | 2 de noviembre | 16:00 | Leodán González  |
| Defensor Sporting | 1:2 | Danubio       | Luis Franzini           | 2 de noviembre | 16:00 | Daniel Fedorczuk |
| Peñarol           | 2:1 | Plaza Colonia | Campeón del Siglo       | 2 de noviembre | 19:00 | Gustavo Tejera   |
| Progreso          | 1:1 | Cerro         | Abraham Paladino        | 3 de noviembre | 16:00 | Esteban Ostojich |
| Fénix             | 1:0 | River Plate   | Parque Capurro          | 3 de noviembre | 16:00 | Federico Lovesio |
| Liverpool         | 2:2 | Wanderers     | Belvedere               | 3 de noviembre | 16:00 | Andrés Cunha     |
| Nacional          | 0:1 | Cerro Largo   | Gran Parque Central     | 3 de noviembre | 19:00 | Andrés Matonte   |

| River Plate   | 1:2 | Progreso          | Parque Saroldi         | 6 de noviembre | 16:00 | Leodán González    |
| Cerro         | 1:3 | Peñarol           | Luis Tróccoli          | 6 de noviembre | 16:00 | Daniel Rodríguez   |
| Boston River  | 2:1 | Juventud          | Campeones Olímpicos    | 6 de noviembre | 16:00 | Andrés Cunha       |
| Danubio       | 1:1 | Rampla Juniors    | Jardines del Hipódromo | 6 de noviembre | 16:00 | Federico Modernell |
| Plaza Colonia | 4:1 | Defensor Sporting | Parque Prandi          | 6 de noviembre | 16:00 | Esteban Ostojich   |
| Racing        | 0:2 | Liverpool         | Parque Roberto         | 7 de noviembre | 16:00 | Christian Ferreyra |
| Cerro Largo   | 0:2 | Wanderers         | Antonio Ubilla         | 7 de noviembre | 16:00 | Jonathan Fuentes   |
| Nacional      | 2:0 | Fénix             | Gran Parque Central    | 7 de noviembre | 20:00 | Óscar Rojas        |

| Rampla Juniors    | 0:1 | Plaza Colonia | Olímpico                    | 9 de noviembre  | 16:00 | Andrés Matonte     |
| Juventud          | 0:0 | Danubio       | Juventud Parque Artigas     | 9 de noviembre  | 16:00 | Nicolás Vignolo    |
| Peñarol           | 1:0 | River Plate   | Campeón del Siglo           | 9 de noviembre  | 19:00 | Andrés Cunha       |
| Liverpool         | 0:0 | Boston River  | Belvedere                   | 10 de noviembre | 16:00 | Gustavo Tejera     |
| Fénix             | 1:1 | Cerro Largo   | Estadio Parque Capurro      | 10 de noviembre | 16:00 | Pablo Giménez      |
| Progreso          | 0:1 | Nacional      | Abraham Paladino            | 10 de noviembre | 16:00 | Christian Ferreyra |
| Defensor Sporting | 1:1 | Cerro         | Luis Franzini               | 10 de noviembre | 18:30 | Antonio García     |
| Wanderers         | 0:2 | Racing        | Parque Alfredo Víctor Viera | 10 de noviembre | 19:00 | Leodán González    |

| Cerro Largo   | 2:1 | Racing            | Antonio Ubilla         | 16 de noviembre | 16:00 | Gustavo Tejera     |
| Boston River  | 1:3 | Wanderers         | Campeones Olímpicos    | 16 de noviembre | 16:00 | Esteban Ostojich   |
| Danubio       | 1:2 | Liverpool         | Jardines del Hipódromo | 16 de noviembre | 16:00 | Andrés Cunha       |
| Plaza Colonia | 1:0 | Juventud          | Parque Prandi          | 16 de noviembre | 16:00 | Federico Arman     |
| Cerro         | 0:1 | Rampla Juniors    | Luis Tróccoli          | 16 de noviembre | 16:00 | Pablo Giménez      |
| River Plate   | 1:0 | Defensor Sporting | Parque Saroldi         | 16 de noviembre | 16:00 | Christian Ferreyra |
| Nacional      | 0:0 | Peñarol           | Centenario             | 17 de noviembre | 16:00 | Leodán González    |
| Fénix         | 1:2 | Progreso          | Parque Capurro         | 18 de noviembre | 11:00 | Daniel Fedorczuk   |

| Progreso          | 0:1 | Cerro Largo   | Abraham Paladino            | 21 de noviembre | 16:30 | Andrés Cunha       |
| Wanderers         | 2:1 | Danubio       | Parque Alfredo Víctor Viera | 21 de noviembre | 19:00 | Diego Dunajec      |
| Defensor Sporting | 2:1 | Nacional      | Luis Franzini               | 21 de noviembre | 20:30 | Pablo Giménez      |
| Juventud          | 4:2 | Cerro         | Juventud Parque Artigas     | 22 de noviembre | 16:30 | Adrian Pereira     |
| Rampla Juniors    | 2:2 | River Plate   | Olímpico                    | 22 de noviembre | 16:30 | Gustavo Tejera     |
| Liverpool         | 0:1 | Plaza Colonia | Belvedere                   | 22 de noviembre | 16:30 | Diego Riveiro      |
| Racing            | 0:1 | Boston River  | Parque Roberto              | 22 de noviembre | 16:30 | Christian Ferreyra |
| Peñarol           | 2:1 | Fénix         | Campeón del Siglo           | 22 de noviembre | 20:30 | Daniel Rodríguez   |

| Cerro         | 0:2 | Liverpool         | Luis Tróccoli          | 27 de noviembre | 17:00 | Fernando Falce     |
| Cerro Largo   | 1:0 | Boston River      | Antonio Ubilla         | 27 de noviembre | 17:00 | Daniel Fedorczuk   |
| Danubio       | 3:2 | Racing            | Jardines del Hipódromo | 27 de noviembre | 17:00 | Jonathan Fuentes   |
| Plaza Colonia | 0:0 | Wanderers         | Parque Prandi          | 27 de noviembre | 17:00 | Andrés Cunha       |
| Progreso      | 0:0 | Peñarol           | Abraham Paladino       | 27 de noviembre | 17:00 | Christian Ferreyra |
| River Plate   | 1:0 | Juventud          | Parque Saroldi         | 27 de noviembre | 17:00 | Oscar Rojas        |
| Fénix         | 3:2 | Defensor Sporting | Parque Capurro         | 28 de noviembre | 17:00 | Gustavo Tejera     |
| Nacional      | 4:3 | Rampla Juniors    | Centenario             | 28 de noviembre | 20:30 | Esteban Ostojich   |

| Rampla Juniors    | 2:1 | Fénix         | Olímpico                    | 5 de diciembre | 17:00 | Andrés Cunha       |
| Liverpool         | 0:1 | River Plate   | Belvedere                   | 5 de diciembre | 17:00 | Christian Ferreyra |
| Wanderers         | 0:2 | Cerro         | Parque Alfredo Víctor Viera | 5 de diciembre | 17:00 | Yimmy Álvarez      |
| Racing            | 3:2 | Plaza Colonia | Parque Roberto              | 5 de diciembre | 17:00 | Daniel Fedorczuk   |
| Boston River      | 3:1 | Danubio       | Campeones Olímpicos         | 5 de diciembre | 17:00 | Daniel Rodríguez   |
| Peñarol           | 2:1 | Cerro Largo   | Campeón del Siglo           | 5 de diciembre | 20:30 | Claudia Umpiérrez  |
| Defensor Sporting | 2:4 | Progreso      | Luis Franzini               | 5 de diciembre | 20:30 | Leodán González    |
| Juventud          | 0:3 | Nacional      | Centenario                  | 5 de diciembre | 20:30 | Gustavo Tejera     |

## Goleadores
| Jugador                   | Equipo        | Goles |
| ------------------------- | ------------- | ----- |
| Gonzalo Bergessio         | Nacional      | 7     |
| Jonathan David dos Santos | Cerro Largo   | 7     |
| Facundo Rodríguez         | Boston River  | 6     |
| Nicolás Sosa              | Racing        | 6     |
| Cecilio Waterman          | Plaza Colonia | 6     |
| Joaquín Zeballos          | Juventud      | 6     |